# Trhypochthonius tepoztecus
Trhypochthonius tepoztecus är en kvalsterart som beskrevs av Palacios-Vargas och Carlos G. Iglesias 1997. Trhypochthonius tepoztecus ingår i släktet Trhypochthonius och familjen Trhypochthoniidae. Inga underarter finns listade i Catalogue of Life.